# Selección femenina de voleibol de Finlandia
El equipo nacional de voleibol femenino de Finlandia representa a Finlandia en partidos internacionales de voleibol femenino tanto en las competiciones oficiales como en los partidos amistosos.

## Historial

### Juegos Olímpicos
- 1964-2016: No clasificada

### Campeonato del Mundo
- 1952-1974: No clasificada
- 1978: 21..eɽ puesto
- 1982-2018: No clasificada

### Campeonato de Europa
- 1949-1975: No clasificada
- 1977: 12.º puesto
- 1977-1987: No clasificada
- 1989: 12.º puesto
- 1991-2017: No clasificada
- 2019: Por determinar

### Liga Europea
- 2017: Medalla de Plata
- 2018: 4.º puesto
- 2019: 7.º puesto